# William Roper (Musiker)
William „Bill“ Roper (* 14. April 1955) ist ein US-amerikanischer Jazz-Tubist (auch Gesang, Kudu, Perkussion, Shofar, Gong) und Komponist.

## Leben und Wirken
Roper  arbeitete ab den 1980er Jahren im Bereich von klassischer und Jazzmusik sowie von Theater- und Tanzmusik. Er erhielt mehrere Kompositionsstipendien, u. a. von Meet the Composer und dem California Arts Council. 2000 war er Stipendiat des Djerassi Institute. Im Bereich des Jazz wirkte Roper ab 1986 bei über sechzig Aufnahmesessions mit, u. a. bei Bobby Bradford, Yusef Lateef, Vinny Golia, Glenn Horiuchi, Clay Jenkins, John Rapson, Kim Richmond, Horace Tapscott und Michael Vlatkovich. Als Studiomusiker arbeitete er ferner für Elton John und Hans Zimmer. 2002 legte er das Album Roper's Darn! Yarns vor, gefolgt von If I Ran The Circus: Compositions by William Roper. Er ist Mitbegründer von Judicanti Responsura, eines Tuba- und Perkussionsensembles, das sich mit zeitgenössischer und improvisierter Musik beschäftigt. Mir Bobby Bradford, Frode Gjerstad und Alex Cline nahm er das Album Frice (2024) auf. Roper lebt in Los Angeles.